# لي تيان
لي تيان (بالصينية: 李天) هو فيزيائي صيني، ولد في 2 أكتوبر 1938 في جيلين في الصين، وتوفي في 11 أبريل 2018 في شنيانغ في الصين.